# Diplazium oreophilum
Diplazium oreophilum är en majbräkenväxtart som beskrevs av Lucien Marcus Underwood och  William Ralph Maxon.
Diplazium oreophilum ingår i släktet Diplazium och familjen Athyriaceae. Inga underarter finns listade i Catalogue of Life.